# Radostice
Radostice (in tedesco Radostitz) è un comune della Repubblica Ceca facente parte del distretto di Brno-venkov, in Moravia Meridionale.